# Kleszcze Naegelego
Kleszcze Naegelego – typ kleszczy położniczych, obok kleszczy Madurowicza.
Kleszcze położnicze składają się z dwóch ramion połączonych zamkiem. Prawe ramię posiada wycięcie dla zamka, natomiast lewe ramię ma zamek. Oba ramiona krzyżują się oraz składają z trzech części:
- rękojeści – umożliwia wygodne trzymanie przy trakcji, zakończona jest hakami Buscha
- szyjki – miejsce skrzyżowania ramion i połączenia rękojeści z łyżkami
- łyżki – która jest częścią chwytną kleszczy.

Łyżki wraz z rękojeściami tworzą dwa wygięcia kleszczy:
- miednicze – dostosowane do osi kanału miednicy
- główkowe – dostosowane do kształtu główki płodu (zabezpieczają przed nadmiernym uciskiem czaszki)[1].